# Суслин, Сергей Петрович
Сергей Петрович Суслин (9.11.1944- 4.01.1991) — советский дзюдоист и самбист, чемпион СССР по самбо, чемпион Европы по дзюдо, призёр чемпионатов Европы и мира по дзюдо, мастер спорта СССР международного класса по дзюдо, заслуженный мастер спорта СССР по самбо (1967). Судья международной категории. Окончил Военный институт физической культуры. Участник Олимпийских игр 1972 года в Мюнхене.

## Спортивные результаты
- Чемпионат СССР по самбо 1968 года — ;
- Чемпионат СССР по самбо 1969 года — ;
- Чемпионат СССР по самбо 1970 года — ;
- Чемпионат СССР по самбо 1971 года — .

Член сборной команды страны в 1965—1972 годах. В 1972 году оставил большой спорт.

## Работа в кино
После завершения спортивной карьеры работал в группе каскадеров на студии Ленфильм. Сыграл эпизодические роли в фильмах «Золотая мина» (Юхим Станиславович Таранец), «Транссибирский экспресс» (каскадёр-дублёр главного героя).

## Преступная деятельность
Начиная с 1977 года совместно с другими спортсменами, работавшими дублерами-каскадерами на студии «Ленфильм», принимал участие в ограблениях и других преступных действиях. В 1981 году был арестован и осуждён на 9 лет лишения свободы за убийство жены. Тогда же следствие выявило вещественные доказательства, свидетельствующие о предыдущих эпизодах противоправной деятельности, благодаря которым удалось задержать ряд сообщников Суслина. Освободился в 1989 году, в том же году умер при невыясненных обстоятельствах.
По данным  мастера спорта СССР по самбо Н. Н. Ващилина, дело Суслина в архивах засекречено до сих пор[когда?]

. По состоянию на 2019 год, в его честь проводится мемориальный турнир по дзюдо

## Фильмография
- Блокада: Пулковский меридиан (1974);
- Блокада: Фильм 2: Ленинградский метроном. Операция «Искра» (1977);
- «Золотая мина» (Юхим Станиславович Таранец, 1977)[2];
- «Транссибирский экспресс» (каскадёр-дублёр главного героя, 1977)[2].